# Emotionale Barriere
Dieser Artikel wurde auf der Qualitätssicherungsseite des Wikiprojekts Psychologie eingetragen. Dies geschieht, um die Qualität der Artikel aus dem Themengebiet Psychologie zu verbessern. Dabei werden Artikel verbessert oder auch zur Löschung vorgeschlagen, wenn sie nicht den Kriterien der Wikipedia entsprechen. Hilf mit bei der Verbesserung und beteilige dich an der Diskussion im Projekt Psychologie.
Als eine Emotionale Barriere (englisch emotional barriers) wird in der Psychologie eine bewusste oder unbewusste Blockade verstanden, die aufgrund negativer Erfahrungen oder Glaubenssätze zustande kommt.

## Definition
Emotionale Barrieren beschreiben internale und externale Faktoren, die Menschen darin hemmen können, Emotionen auszudrücken und zu verarbeiten. Sie beeinflussen die Wahrnehmung, darunter, wie die Handlungen anderer wahrgenommen werden. Diese mentalen Blockaden können sich in Form von unangemessenen Reaktionen, Problemen in der Kommunikation wie auch in dem Empfinden von Empathie zeigen. Eine weitere mögliche Erscheinungsform ist die allgemeine Tendenz zur Unterdrückung von Gefühlen. Nach Giulia Scaglioni und Kollegen sind emotionale Barrieren beispielsweise Ekel, Verlegenheit und Angst.

## Anwendungsbereiche
Emotionale Barrieren werden inhaltlich in verschiedenen Bereichen diskutiert, beispielsweise beim Lernen oder in der Friedensforschung. Nachfolgend sind weitere Anwendungsbereiche aufgelistet.

### Organisationaler Kontext
Bezogen auf den organisationalen Kontext postuliert Dietmar Vahs im Jahr 2003, dass emotionale Barrieren eine Form des Winderstands sind, welches von Mitgliedern einer Organisation aufgebaut werden und sich in Folge in einer aktiven bzw. passiven Ablehnung von Veränderungen äußern. Grund der emotionalen Barrieren (auch emotionale Sperren genannt) sind häufig Ängste vor dem Verlust von Status, des Jobs oder einer allgemeinen und diffusen Verschlechterung der aktuellen Situation.

### Kreativität und Innovationen
Nach Gerald Steiner zählen emotionale Barrieren auch zur Gruppe der Kreativitätsbarrieren und haben eine kreativitätshemmende Wirkung. Die Bedeutung von emotionalen Barrieren bei der Übernahme von Innovationen werden von Alexandre Alves dos Santos und Mateus Canniatti Ponchio diskutiert.

### Gesundheitsbereich
Lisa M. Reynolds und Kollegen entwickelten eine aus 20 Items bestehende Skala, den sogenannten EBBS, zur Erfassung von emotionalen Barrieren bei der Darmkrebsvorsorge. Der EBBS basierte auf der Annahme, dass die Emotionen Angst,
Peinlichkeit und Ekel die drei bedeutenden Aspekte von emotionalen Barrieren darstellen. Die Forscher generierten die einzelnen Items mit einem Team aus Klinikern, Psychologen und weiteren Fachkollegen. Probanden bewerten die Items zwischen 1 und 5 und geben dabei das Ausmaß an, wie intensiv sie die einzelnen Emotionen empfinden: Ekel (ausgelöst durch den Kontakt mit Fäkalien); Ekel vor dem Einführen (ausgelöst durch das Einführen von Gegenständen in den Anus); Peinlichkeit (im Zusammenhang mit dem sozialen Kontext des Screenings) usw. Eine Überprüfung der Faktorstruktur der Skala im Rahmen einer konfirmatorischen Faktorenanalyse führte zu einer Streichung von 5 Items, so dass die Skala nun aus 15 Items besteht. Die Skala wurde 2021 von Giulia Scaglioni und Nicoletta Cavazza überprüft und sie konnten nur einen relevanten Faktor im Hinblick auf die Darmkrebsvorsorge finden, nämlich die Emotion Angst.